# Manneken Pis (film)
Pour les articles homonymes, voir Manneken-Pis (homonymie).

Manneken Pis est une comédie dramatique belge sortie le 8 novembre 1995 et réalisée par Frank Van Passel d'après un scénario de Christophe Dirickx.
Le film a été présenté en mai 1995 au Festival de Cannes.

## Distribution
- Antje De Boeck : Jeanne
- Frank Vercruyssen : Harry
- Ann Petersen : Denise
- Wim Opbrouck : Bert
- Stany Crets : Désiré

## Distinctions
- Prix André-Cavens du meilleur
- Festival de Cannes 1995 - Semaine de la Critique : premier grand Rail d'or
- Prix Joseph-Plateau :
  - prix du meilleur film de l'année
  - prix du meilleur réalisateur : Frank Van Passel
  - prix du meilleur acteur : Frank Vercruyssen
  - prix de la meilleure actrice : Antje De Boeck